# Big (album)
Big è il quarto album discografico in studio di Macy Gray.

## Il disco
Prodotto dalla stessa Macy Gray in collaborazione con Will.i.am, ha raggiunto la posizione numero 33 tra gli album più venduti in Italia e la numero 39 di Billboard 200 (USA).

## Tracce
1. Finally Made Me Happy (featuring Natalie Cole) 4:02
2. Shoo Be Doo (No Words) 4:04
3. What I Gotta Do 3:08
4. Okay 4:09
5. Glad You're Here (featuring Fergie) 2:54
6. Ghetto Love (featuring Nas) 3:08
7. One for Me 4:09
8. Strange Behavior 3:35
9. Slowly 3:54
10. Get Out (featuring Justin Timberlake) 4:01
11. Treat Me Like Your Money (featuring Will.i.am) 3:27
12. Everybody 3:16

### Tracce Bonus
1. AEIOU 3:16
2. Breakdown 3:36
3. The Boy I Loved (featuring 50 Cent & Jay-Z) 4:53

### Versione iTunes
1. So Much